# فرس البحر المجنح
فرس البحر المجنح (الاسم العلمي:Hippocampus alatus) (بالإنجليزية: Winged seahorse)‏ هو نوع من الأسماك يتبع جنس فرس البحر من فصيلة زمارات البحر.